# Thomas Pink (Philosoph)
Thomas Pink  ist ein britischer Philosoph.

## Leben
Er studierte Geschichte und Philosophie in Cambridge, wo er auch promovierte. Nachdem er vier Jahre in London und New York für eine Handelsbank gearbeitet hatte, kehrte er 1990 als Research Fellow des Churchill College in Cambridge zur Philosophie zurück. Anschließend lehrte er an der University of Sheffield, bevor er 1996 ans King’s College London wechselte.
Seine Hauptinteressen liegen in der Ethik, der Philosophie des Geistes und Handelns, der Rechtsphilosophie sowie in der Philosophie des Mittelalters und der frühen Neuzeit.

## Schriften (Auswahl)
- The psychology of freedom. Cambridge 1996, ISBN 0-521-55504-3.
- Free will. A very short introduction. Oxford 2004, ISBN 0-19-285358-9.
- als Herausgeber mit M. W. F. Stone: The will and human action. From antiquity to the present day. London 2004, ISBN 0-415-32467-X.
- Self-Determination. Oxford 2016, ISBN 978-0-19-927275-4.